# 1987 en Belgique
Chronologie de la Belgique
- 1983
- 1984
- 1985
- 1986
- 1987
- 1988
- 1989
- 1990
- 1991

Chronologie de l’Europe
- 1983
- 1984
- 1985
- 1986
- 1987
- 1988
- 1989
- 1990
- 1991

Cette page concerne des événements qui se sont produits durant l'année 1987 du calendrier grégorien, en Belgique.

## Chronologie

### Mars 1987

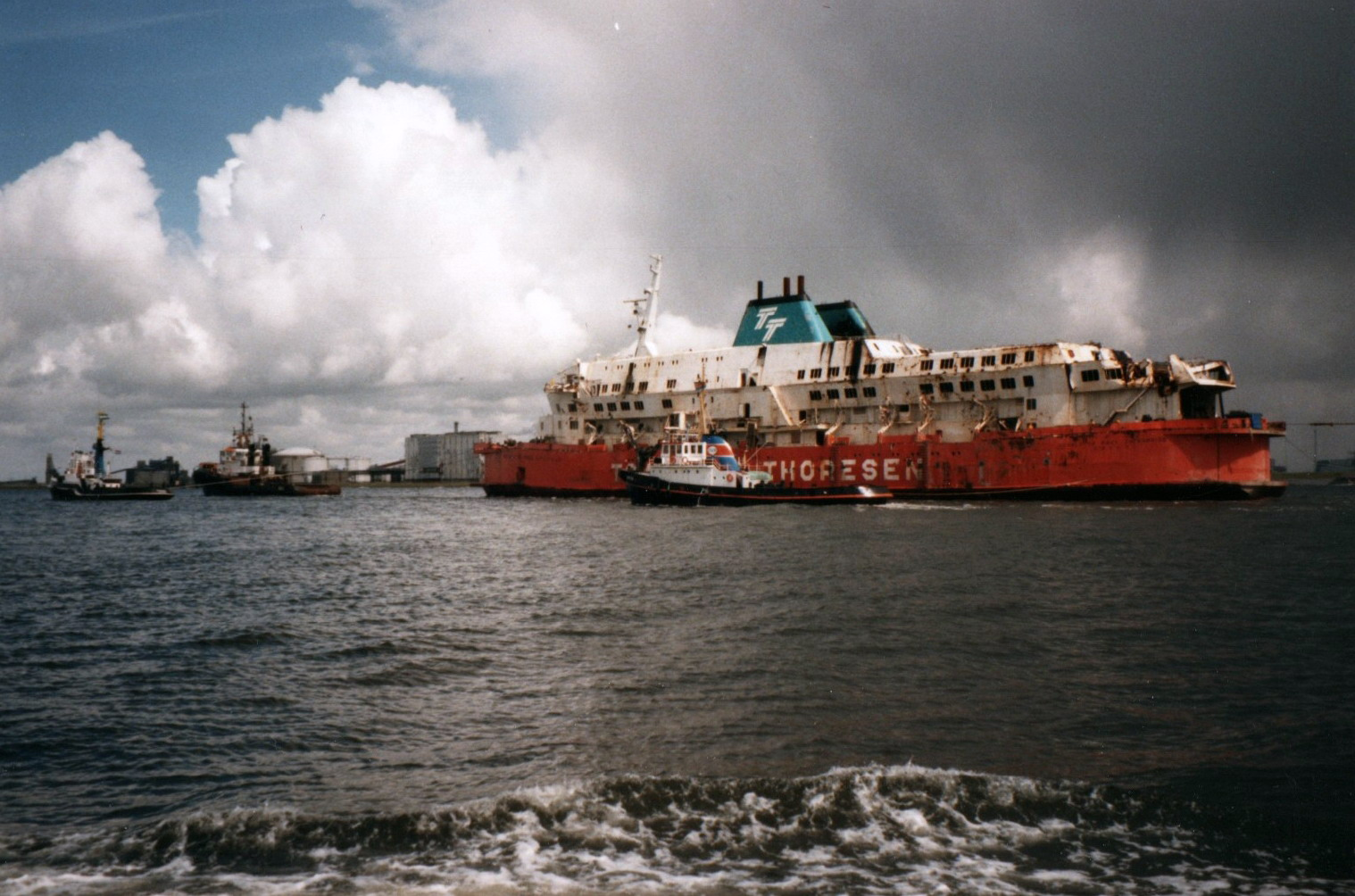
Le naufrage du Herald of Free Enterprise fait 193 morts le 6 mars 1987.

- 6 mars : le ferry britannique Herald of Free Enterprise chavire au large du port de Zeebruges, faisant 193 morts.

### Mai 1987
- 9 mai : 32e concours Eurovision de la Chanson organisé par la RTBF à Bruxelles.

### Octobre 1987
- 21 octobre : chute du gouvernement Martens VI, à la suite des querelles linguistiques des Fourons. Le gouvernement Martens VII lui succède.

### Décembre 1987
- 13 décembre : élections législatives fédérales et provinciales.

## Culture

### Littérature
- Prix Victor-Rossel : René Swennen, Les trois frères.

## Sciences
- Prix Francqui : Jacques Urbain (sciences médicales, ULB).

## Naissances
- 10 février : Frederiek Nolf, coureur cycliste († 5 février 2009).
- 24 avril : Jan Vertonghen, joueur de football.
- 6 mai : Dries Mertens, joueur de football.
- 17 juillet : Moussa Dembélé, joueur de football.
- 24 mai : Déborah François, actrice.
- 25 mai : Timothy Derijck, joueur de football.
- 1er août : Sébastien Pocognoli, joueur de football.
- 4 août : Jérôme Truyens, joueur de hockey sur gazon.
- 5 octobre : Kevin Mirallas, joueur de football.
- 22 novembre : Marouane Fellaini, joueur de football.
- 27 novembre : Cédric Charlier, joueur de hockey sur gazon.
- 21 décembre : Vincent Vanasch, joueur de hockey sur gazon.

## Décès
- 20 février : Edgar P. Jacobs, auteur de bande dessinée
- 23 février : Robert Braet, joueur de football
- 11 avril : Arnold Deraeymaeker, joueur et entraîneur de football
- 15 août :  Louis Scutenaire, écrivain et poète surréaliste
- 10 septembre : Mark Séverin, illustrateur.

## Statistiques
- Population totale au 1er janvier 1987 : 9 864 751 habitants[1].